# Ali Akbar Yousefi (calciatore)
Ali Akbar Yousefi (pers. علی‌اکبر یوسفی; 12 settembre 1969) è un ex calciatore iraniano, di ruolo centrocampista.

## Carriera

### Club
Ha giocato nella prima divisione iraniana.

### Nazionale
Con la nazionale iraniana ha partecipato ai Coppa d'Asia 1996.

## Palmarès

### Club

#### Competizioni nazionali
- Campionato iraniano: 2

PAS Tehran: 1991-1992, 1992-1993

#### Competizioni internazionali
- AFC Champions League: 1

PAS Tehran: 1992-1993